# Zed (Texteditor)
Zed ist ein plattformübergreifender, in Rust geschriebener Code Editor mit Fokus auf Kollaboration und Einbindung mittels Künstlicher Intelligenz (KI).

## Verfügbarkeit
Zed ist ein Open-Source-Projekt.

## Dokumentation
- Benutzerhandbuch[8]